# Joodse begraafplaats (Goor)
De Joodse begraafplaats in Goor, gemeente Hof van Twente in Overijssel bestaat al sinds 1720. De dodenakker bevindt zich achter Molenstraat 12-14, de toegang is aan een zijstraatje waar de Molenstraat overgaat in de Hengevelderstraat. Hij wordt onderhouden in opdracht van de gemeentelijke overheid.

## Begraafplaats
Er zijn nog 66 grafstenen aanwezig. Enkele zijn vernield en andere zijn gerestaureerd, waaronder een bijzonder exemplaar van gietijzer. Een heel enkele maal wordt hier nog begraven, de nieuwste steen dateert van 2008.
Sinds 1970 staat er op de begraafplaats een gedenkteken voor allen uit de Goorse Joodse gemeenschap die door de Nazi's zijn weggevoerd en vermoord. Het bevat de volgende tekst:
'DIE GELIEFD EN BEMIND WAREN TIJDENS HUN

LEVEN ZIJN OOK IN DE DOOD NIET GESCHEIDEN

DE EEUWIGE HEEFT GEGEVEN, DE EEUWIGE HEEFT

GENOMEN, DE NAAM DES EEUWIGEN ZIJ GELOOFD.

TER BLIJVENDE NAGEDACHTENIS AAN ONZE

BROEDERS EN ZUSTERS DIE GEDURENDE DE 2DE

WERELDOORLOG DOOR DE DUITSE TERREUR UIT ONS

MIDDEN WERDEN WEGGERUKT.

EEUWIGE GEDENKE HEN TEN GOEDE.'

## Geschiedenis Goorse Joden
Hoewel de Staten van Overijssel in de 18e eeuw de vestiging probeerde tegen te gaan, hadden de lokale autoriteiten in Goor geen problemen met de aanwezigheid van enige Joodse families. In de 19e eeuw groeide de Joodse gemeenschap sterk. Er was een synagoge die gezamenlijk gebruikt werd met de Joden van Markelo en Diepenheim. Een Joodse school was er niet, maar wel een godsdienstonderwijzer. Joden drukten in die tijd een stempel op de Goorse samenleving, zo richtte G. Salomonson de Twentsche Stoombleekerij op en bracht een Joods gemeenteraadslid het begin twintigste eeuw door zijn bijzonder optreden tot landelijke bekendheid. In de jaren '30 woonden er een vijftigtal Joden, waaronder enkele Duitse vluchtelingen in Goor. Van de Joodse inwoners overleefde 62,5 % de nazi-bezetting, voornamelijk door onder te duiken. Het eerste slachtoffer was de bejaarde vrouw van een huisarts, ze werd in 1941 bij een overval aan haar deur door een bende fascisten, waaronder leden van de NSB, zodanig mishandeld dat zij door een dodelijke hartaanval getroffen werd. Elders in Goor vond op dezelfde dag de plundering plaats van een Joodse winkel door dezelfde troep mannen, afkomstig uit Hengelo en Enschede. De lokale synagoge aan de Schoolstraat overleefde de bezettingstijd vrijwel ongeschonden, ondanks de inbeslagneming van de Tora-rollen. Desondanks verdween het religieus-joodse leven vanaf 1948 uit Goor, toen de Israëlitische gemeente bij de Nederlands-Israëlitische gemeente van Enschede gevoegd werd.